# Бобрицький краєзнавчий музей
Бобрицький краєзнавчий музей — розташований в центрі села Бобриця Бучанського району, поруч зі скульптурним парком авангардного мистецтва. Двері музею відкрились у 2010 році.

## Історія

Музей відкрився за ініціативи бобричанина, закоханого у свій край, краєзнавця, збирача старожитностей Миколи Андрійовича Ковальчука. 
Микола Андрійович працював над книгою-дослідженням з історії рідного села і для ілюстрування книги почав збирати світлини жителів та краєвидів Бобриці. Та односельці, окрім світлин, почали приносити речі стародавнього побуту, що збереглися в родинах від своїх пращурів: посуд, прядки, колиску, а також вишиванки, елементи одягу. Згодом речей, які відтворювали живу історію нащадків козацького поселення назбиралось так багато, що єдиною можливістю зберегти цей скарб стало створення місцевого краєзнавчого музею. 
На сьогодні експозиція музею налічує понад 5000 світлин та документів разом з предметами побуту, національними строями, вишиванками, рушниками тощо.

## Експозиція
Бобрицький музей є не лише сховищем для історично-цінних речей, він постійно розвивається і наповнюється, охоплюючи величезний проміжок часу від минулого до теперішнього: тут є і глечик часів черняхівської культури, випадково знайдений в Жорнівці під час викопування криниці, і щит бійця "Небесної сотні", який загинув на Майдані за честь та незалежність України, і каску з жовто-блакитними стрічками бобричан-учасників Майдану.

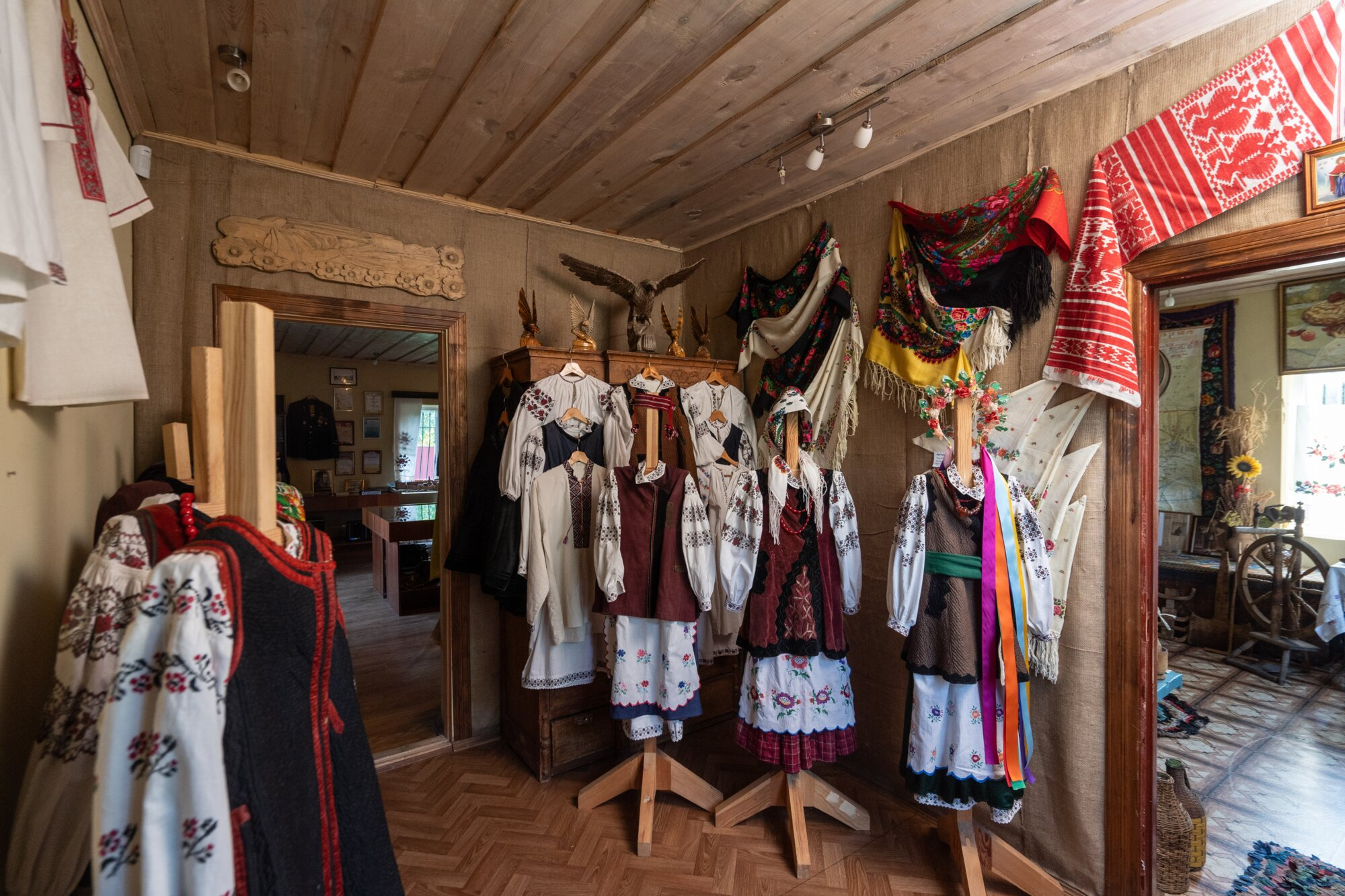

Кожна річ музею має свою унікальну історію, як от, наприклад, весільний восковий вінок 50-х років. Такі неповторні витвори виготовляла місцева мешканка з залишків папепу, фольгових фантиків — зі всього, що вдавалось знайти в ті нелегкі, голодні часи. Її умілі руки берегли рідкісне ремесло плетіння чарівних весільних віночків і жодне весілля в Бобриці та навколишніх селах не обходилося без її багатоповерхових корон.
Перлиною музею і його основою є повне генеалогічне дерево всіх родин Бобриці, починаючи з 1750 року. Тут зберігається пам'ять про родовід перших засновників Бобриці – опришків та козаків Богданової доби Потапенків, Ярошенків, Данченків, Ігнатенків. Уздовж стін музею висять фотографії в тих рамках, у яких вони жили до музею. Ці світлини багато про що можуть розповісти — і про особисту охорону імператора Миколи II в особі бобричан, і про створення першого колгоспу і школи в селі, і про старосту, якому бобричани завдячують своїм життям під час фашистської окупації в Бобриці.

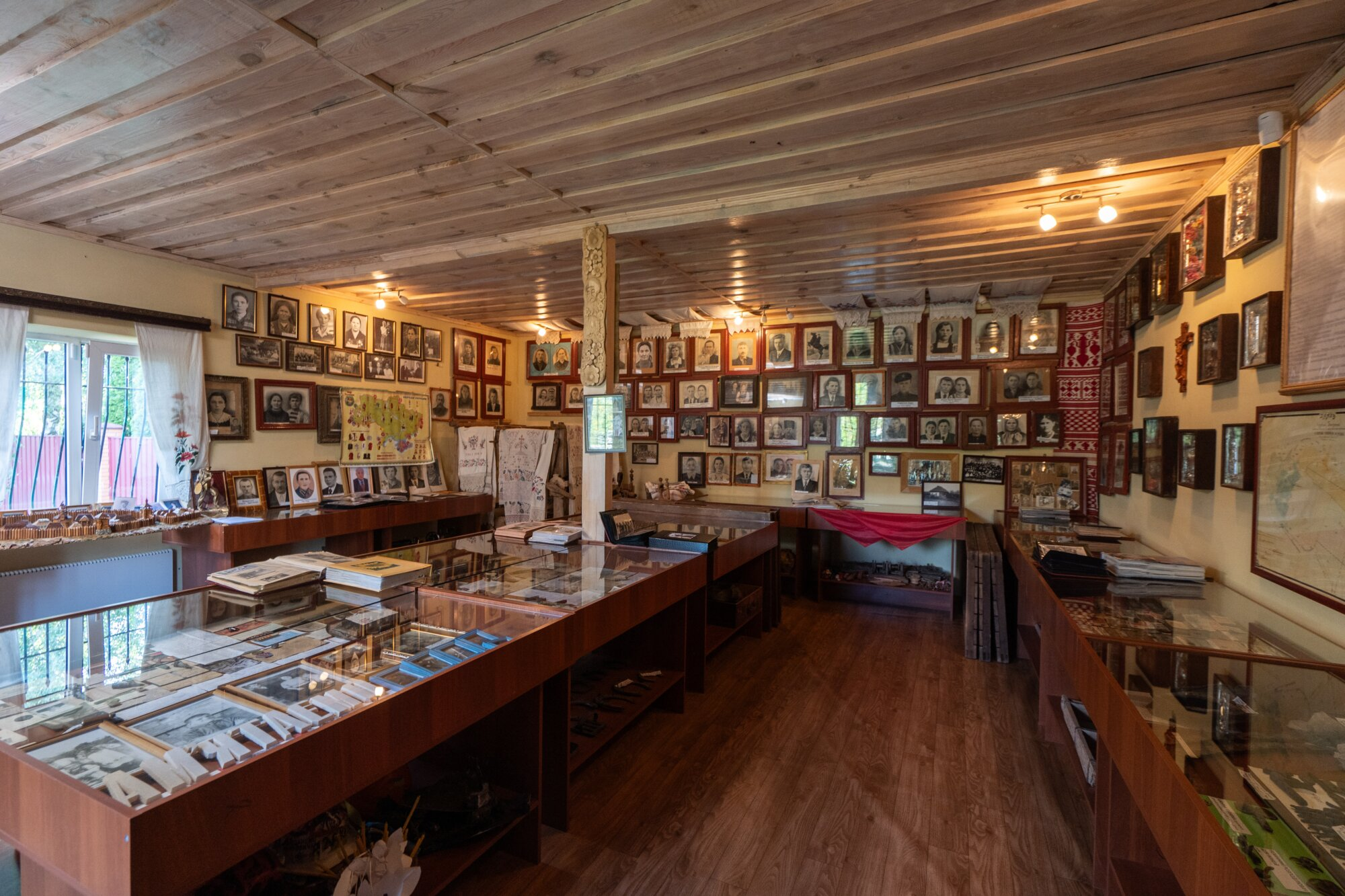

Музей налічує 5 кімнат, одна з яких — світлиця, де відтворений устрій та побут бобричан столітньої давності.